# Szögedi Endre
Szögedi Endre, névváltozat: Szögedi András Endre, 1881-ig Róth (Újszeged, 1847. november 3. – Szeged, 1903. július 21.) főreáliskolai énektanár, zeneszerző, zeneiskolai igazgató.

## Életútja
Róth Mihály puskaműves és Undi Borbála fiaként született. Középiskolai tanulmányait Szegeden végezte, majd az érettségit követően belépett a kegyes tanítórendbe. Később kilépett a rendből és a Magyar Királyi Tudományegyetem joghallgatója lett, s párhuzamosan a Nemzeti Zenedében képezte magát. Hegedülni Ridley-Kohne Dávidtól, zeneszerzést Feigler Géza Viktortól tanult. 1868-ban a Nemzeti Színház zenekarának tagja lett. 1870-ben visszatért Szegedre, ahol 1871-től 1895-ig a gimnázium, 1873-tól 1895-ig a polgári fiúiskola, az 1872–73. tanévben a reáliskola énektanára volt. 1874-től 1884-ig ugyanannak igazgatója. 1874-ben a polgári iskolákra képesítő vizsgáló bizottság előtt a zene- és énekből polgári és felső népiskolákra képesítő bizonyítványt nyert. 1872-től a szegedi dalárda karmestere volt és vezetése alatt a dalárda 1874-ben Kolozsvárt a negyedik, 1880-ban ugyanott a második volt, 1884-ben Miskolcon ezüstérmet, 1886-ban Pécsett aranyérmet nyert. Lényeges szerepe volt a szegedi országos dalárverseny létrehozásában 1876-ban és 1889-ben. A zeneirodalom terén is jelentős munkásságot fejtett ki, számos egyházi és világi énekkart, dalokat és orgonaművet írt.
Felesége Rainer Anna volt.

## Munkái
- Egyházi énekek a római kath. mindkét nembeli ifjúság számára különös tekintettel a középtanodák alsó osztályaira, a fiú és leány polgári iskolákra. Négy szólamra alkalmazva. Szeged, 1882.
- Imák és énekek a róm. kath. ifjúság használatára I. és II. kiadás. Uo. 1892. (E műben a harmonia akként van átdolgozva, hogy női-férfi vegyes karra egyszerre alkalmazható).

## Énekszerzeményei
Két vegyes karú mise és két férfikarú mise, Hazafias kardalok Petőfi és Pósa szövegeire, A hazáról, A ledőlt szobor, A magyarok Istene, Bordal, A szabadsághoz és Üdvözlődal, Dal a dalról, Kossuth álma, Királyhymnusz Baligó szövegére 1883. a király szegedi látogatása alkalmából; dr. Harrach J. «Arany Lantjá»-ban dalokat írt. Ezenkívül közel 100 népdalt dolgozott át férfi karra és számos magánéneket zongora és orgonakísérettel.